# Уравнение Хартри
Уравнением Хартри, названным в честь Дугласа Хартри, является уравнение 
{\displaystyle i\,\partial _{t}u+\nabla ^{2}u=V(u)u}
в {\displaystyle \mathbb {R} ^{d+1}},
гдe
{\displaystyle V(u)=\pm |x|^{-n}*|u|^{2}}
и
{\displaystyle 0<n<d}.
Уравнение можно рассматривать как нелокальное кубическое уравнение Шрёдингера.
Нелинейное уравнение Шрёдингера в некотором смысле является граничным случаем уравнения Хартри.